# Инди поп
Инди поп (енгл. Indie pop) је жанр алтернативног рока који је настао у Уједињеном Краљевству 1980-их. Термин инди се користио за бендове који су издавали независне издавачке куће, али 1980-их долазе на сцену рок бендови са поп усмерењем. 
Преферирају једноставан звук гитаре уместо препродуцираног синт попа тог времена. Крајем 1980-их инди бендови у Уједињеном Краљевству се све више окрећу рок звуку, док се други окрећу звецкајућем звуку гитара, популарном око 1986, на који су утицали бендови као што су The Pasteles и The Shop Assistants. Овде се догодила подела на инди поп и инди рок на који су више утицали амерички бендови.